# Das Gemälde (Daniil Granin)
Das Gemälde (russisch Картина / Kartina) ist ein Roman des russischen Schriftstellers Daniil Granin, der 1980 in den Heften 1 und 2 der sowjetischen Literaturzeitschrift Novy Mir in Moskau erschien. Im Jahr darauf brachte Volk und Welt in Berlin die deutsche Übersetzung von Lieselotte Remané in Buchform heraus.
Sergej Lossew, ein sehr angesehener, „selbständiger Natschalnik“, ein Wagehals, Bürgermeister der unscheinbaren fiktiven nordwestrussischen Kreisstadt Lykow, sitzt am Hebel der Macht. Sein Leben besteht aus Arbeit. Lossew stellt sich – wahrscheinlich in der ersten Hälfte der 1970er Jahre – auf die Seite eines Häufleins von Umweltaktivisten. Die sommers belebte Uferzone der Pljaswa nahe der historischen Altstadt jener überschaubaren Ortschaft soll vor der Bebauung mit einer Fabrik gerettet werden.
Daniil Granin schreibt, es heißt, der längst vergangene Krieg sei damals am Ort der Handlung, also an der alten Kleinstadt Lykow am Ufer der Pljaswa, glücklicherweise vorübergegangen. Die Pljaswa – durch das Gebiet Nowgorod südlich des Ilmensees fließend – ist ebenso fiktiv.

## Titel
Lossew ist in Lykow – einer Arme-Leute-Gegend – aufgewachsen. In Moskau gerät der 44-Jährige zufällig in eine Gemälde-Ausstellung und bleibt vor dem Werk „Am Fluß“ des international bekannt gewordenen Alexej Gawroliwitsch Astachow stehen. Lossew erkennt sofort das Lykower Haus des Holzhändlers Kislych an der Shmurkin-Bucht der Pljaswa. Der Erstaunte meint, unter einem ganz bestimmten Blickwinkel schauend, erblicke er sich als kleiner Junge, im Wasser des gemalten Flusses schwimmend. Das Déjà-vu-Erlebnis assoziiert in dem Betrachter Bilder aus der Vorschulzeit und bestimmt die hauptsächlichen Handlungen des Protagonisten Lossew im Roman.

## Inhalt
Lossew geht ein zweites Mal in die Ausstellung und besucht obendrein die Witwe des Malers in Kunzewo. Auf sein Bitten schenkt ihm Olga Serafimowna das Kunstwerk, obwohl der in der Wohnung gerade anwesende Moskauer Kunstwissenschaftler und Restaurator Badin bis zu 2000 Rubel  – für Lossews Verhältnisse unerschwinglich – bietet.
Zu Hause in Lykow holen Lossew die Alltagssorgen eines Kreis-Natschalniks ein. Da sind zum Beispiel „das verdammte Wohnungsproblem“ oder die längst fällige Gehaltserhöhung der Stadtbibliothekarin Ljubow Wadimowna. Nebenher kümmert sich der Bürgermeister um einen Platz, an dem das Kunstwerk repräsentativ hängen könnte. Lossew will eine Kunstschule einrichten und übergibt das in Papier eingewickelte Gemälde den beiden Lehrern Tatjana Tutschkowa und Stanislaw Roginsky. Die Zeichenlehrerin Tatjana wollte eigentlich Malerin werden.
Als Kislychs Haus an der Shmurkin-Bucht des Flusses einer Rechenmaschinenfabrik weichen soll, will Lossew auf einmal den eigenen Vorsatz umschmeißen und die Fabrik flussabwärts zum Patriarchenhain hin errichten lassen. Lossews Amtsvorgänger Juri Poliwanow, langsam aber unaufhaltsam vor sich hin sterbend, hat mit seinen Getreuen Material für ein Heimatmuseum zusammengetragen. Allen voran sammelt der junge Arbeiter und Musiker Konstantin Dmitrijewitsch Anissimov, genannt Kostik. Sogar eine wundertätige Ikone, angeblich aus Feofan Greks Werkstatt, soll unter den Stücken sein.  Poliwanow, der alte Haudegen aus dem Großen Vaterländischen Krieg, redet dem amtierenden Natschalnik ein, Kislychs Haus wäre der rechte Ort für das Gemälde und die Sammlung. Poliwanow hängt an dem alten Hause, auch weil er als 18-Jähriger – das war vor der Revolution – in die 16-jährige Lisa, die jüngste Tochter Kislychs, verliebt gewesen war. Lisa – wie Jelisaweta Awdejewna Kislych genannt wurde – war nach der Revolution zur französischen Großmutter nach Paris emigriert. Astachow, „eine Niete im Klassenkampf“ und ein weiterer Liebhaber Lisas, anno 1936 noch ein schöner Mann, hatte sein Gemälde „Am Fluß“ der Geliebten schenken wollen. Poliwanow hatte den Transfer an die weiße Emigrantin unterbunden.
Lossews Vorgesetzter, der Gebiets-Natschalnik Uwarow, will den Untergebenen zu seinem Ersten Stellvertreter machen. Lossew nutzt in der diesbezüglichen Unterredung die Gunst der Stunde und versucht, allerdings vergeblich, die Verlegung der Baustelle für die neue Lykower Fabrik durchzusetzen.
Während Lossew in Leningrad seine Tochter Natascha besucht, werden in Lykow Nägel mit Köpfen gemacht. Kislychs Haus soll vom Militär – also von einer Pioniereinheit – gesprengt werden. Lossew – zurückgekehrt – kann das Kommandounternehmen gerade noch kraft Befehlsgewalt vereiteln. Allerdings fällt er dafür bei Uwarow in Ungnade. Der Gebiets-Natschalnik war obendrein in dem Prawda-Artikel Die Schönheit bewahren!, den Tatjana über den Kunsthistoriker Dr. Badin zum Thema Vernichtung russischen Kulturgutes in die Zeitung lanciert hatte, schlecht weggekommen. Denkmalpfleger Poliwanow hatte parallel zu Tatjanas Vorstoß mittels einiger Schreiben an hohe Moskauer Adressen vergeblich an Uwarows Stuhl gesägt, war der Aufregung nicht gewachsen gewesen und war mitten im Kampf um sein Museum verstorben.

## Zitate
- Die Handlung läuft sozusagen auf Königsebene. Die mächtigen Kommunisten unter sich: „Versuchen Sie künftig Mitleid mit dem zu haben, gegen den Sie auftreten.“[6]
- Ein Trinker gibt Lossew die goldene Regel: „Je weniger du tust, um so weniger mußt du tun.“[7]
- „Wer sägt, der verwundet sich“.[8]
- Majakowski wird sinngemäß zitiert. Der Künstler sei eine Fabrik, die Glück produziert.[9]

## Adaptionen
- 1984: Hans Otto Theater Potsdam : Das Gemälde  (Tatjana) – Regie: Günter Rüger

## Form
Der „Haupthandlung“ – in den Kapiteln 1 bis 29 vorgetragen – folgt im letzten Kapitel eine Nebenhandlung, in der sich Moskauer Kunsthistoriker in Lykow, diesem russischen Krähwinkel, für kurze Zeit verirren. In jenem Kapitel 30 wird knapp referiert, wie es nach der eigentlichen Handlung weitergeht. Jahre nach beendigter „Haupthandlung“ besichtigt Dr. Badin also das titelgebende Gemälde in Lykow. Zu dem Zeitpunkt hat sich inzwischen einiges getan. Lossew hat die Fabrik gebaut und ist weggegangen. Kostik hat das Gebaren eines Halbstarken abgelegt. Denn zum Beispiel bevor das Kislych-Haus gesprengt werden sollte, hatte sich Kostik nach Märtyrerart gegen das Absägen einer Weide am Hause gewehrt. Nun ist er mit den Jahren ein umsichtiger Direktor des neuen Lykower historischen Museums geworden.
Zurück zur „Haupthandlung“. Bald ahnt der Leser, zwischen Tatjana Tutschkowa und Lossew bahnt sich eine Liebesbeziehung an. So kommt es auch. Diese kulminiert im 19. Kapitel in der Beschreibung einer Liebesnacht im Hotelbett. Der Akt wird auf dem gemeinsamen Heimweg nach Lykow während eines unumgänglichen Omnibus-Unterwegshaltes vollzogen. Ihren zweiten Verehrer, den Lehrerkollegen und Denkmalspfleger Roginski, lässt die knapp 40-jährige Tatjana abblitzen.
Daniil Granin nutzt das Element der Wiederholung gleichsam als Klammer für das Romankonstrukt. Lossews Déjà-vu-Erlebnis kehrt in dem Gemälde-Betrachter Dr. Badin – der genau zweimal, am Anfang und am Ende des Romans, auftritt – am Romanende in abgewandelter Fassung leicht erkennbar wieder. Im selben Atemzug verweigert Daniil Granin dem Leser das Happy End. Lossew wird weder von Uwarow befördert – obwohl er berufen („vorgeschlagen“) wurde – noch „kriegen“ sich Tatjana Tutschkowa und Lossew. Dafür entschädigt der Autor den Leser mit jener oben genannten wundervollen Wiederholung. Beantwortet wird in dem Zusammenhang die Frage Was ist, was vermag Kunst? Eine der Antworten: Wenn der Betrachter vor dem Kunstwerk geduldig wartet und er hat einen guten Tag, dann kann das Kunstwerk – hier das Gemälde „Am Fluß“ – zu ihm sprechen.
Der Erzähler bleibt dicht an Lossew dran. Stellenweise könnte der unkonzentrierte Leser den Bürgermeister als Ich-Erzähler vermuten. Nur ein einziges Mal gestattet sich der allwissende Erzähler eine Ausnahme. Poliwanows Sterben und diverse Befindlichkeiten des fast Toten werden beinahe wie „selbst erlebt“ geschildert.
Daniil Granins Sprache erscheint als unnachsichtig und poetisch zugleich. Da beschreibt er zum Beispiel den Maler Astachow als „schwerfälligen alten Dickwanst mit vorquellenden Basedowaugen“ und schwärmt über die ruhig das Städtchen umfließende Pljaswa: „...der Fluß aalte sich glitzernd in der Sonne“. Das Buch ist – wie könnte es bei dem gewählten Thema anders sein – mit kommunistischem Jargon wohldurchsetzt: Frau Tschistjakowa ist Abteilungsleiterin im Stadtparteikomitee, Bataillonskommissar Poliwanow hat im Kriege heldenhaft gekämpft. Der Bürgermeister heißt eigentlich Vorsitzender des Stadtexekutivkomitees. Entsprechend heißt sein Vorgesetzter Uwarow im Oblast – also im Bezirk beziehungsweise im Gebiet – Vorsitzender des Gebietsexekutivkomitees. Gleichzeitig aber werden Lektionen in jüngerer Geschichte erteilt. Lossew hat mehrere Vorbilder. Einer von denen habe sogar vormals auf einen Zwischenruf Stalins auf einer Beratung Bauschaffender Widerwort gegeben. Apropos Lehrhaftigkeit. Das Selbstverständnis der neueren Sowjetunion spiegelt sich im Erzählerkommentar wider. Die Zeiten eines sich brüllend durchsetzenden Poliwanow sind vorüber. Lossew muss Uwarow heutzutage mit Berechnungen und Ziffern überzeugen.
Mit dem Siezen und Duzen geht es drunter und drüber. Zum Beispiel siezt Tatjana den Geliebten nach dem Geschlechtsverkehr.
Der Roman steckt voller Geschichten. Da ist zum Beispiel die des dritten Verehrers von Lisa. Diese ist rasch erzählt: Auch Lossews Vater, der Schiffsmechaniker Stepan Justinowitsch, ein verkappter Freizeitphilosoph, nur mit einer kleinen Medaille aus dem Krieg heimgekehrt, hatte Lisa in seiner Jugendzeit heimlich geliebt. Dazu die passende Nebengeschichte: Sein Sohn, der Protagonist Sergej Lossew, war mit Antonina verheiratet gewesen. Die Frau hatte ihm mutwillig Hörner aufgesetzt. Reue zeigt sie nicht. Das ehemalige Paar hat eine gemeinsame Tochter. Antonina und die 12-jährige Natascha leben in Leningrad. Darüber wird im ersten Drittel des Romans kein Wort verloren. Erst gegen Ende des 10. Kapitels kommt das gewichtige Faktum zur Sprache.

## Deutschsprachige Ausgaben
- Daniil Granin: Das Gemälde. Roman. Aus dem Russischen von Lieselotte Remané. Verlag Volk und Welt, Berlin 1981 (Erstauflage), 467 Seiten. ISBN 850222354[A 6] (verwendete Ausgabe)
- Daniil Granin: Das Gemälde. Roman. Aus dem Russischen von Lieselotte Remané. Ausgabe für die Bundesrepublik Deutschland, West-Berlin, Österreich und die Schweiz. Pahl-Rugenstein Verlag, Köln 1987, ISBN 3-7609-7000-1
- Daniil Granin: Das Gemälde. Roman. Aus dem Russischen von Lieselotte Remané. Diogenes, Zürich 1990, 466 Seiten. ISBN 3-257-21853-2 (Lizenzgeber: Volk und Welt)